# Богемия на Олимпийских играх
Спортсмены Богемии (историческое название Чехии, которая в то время не являлась независимым государством) приняли участие в трёх Олимпийских играх.
Чех Иржи Гут был большим другом Пьера де Кубертэна и являлся одним из основателей Международного олимпийского комитета. Наблюдая за 1-ми Олимпийскими играми 1896 года в Афинах, он решил, что спортивные успехи могут принести пользу чешскому народу, ибо тогда о чехах узнают в мире (в то время Чехия/Богемия являлась частью Австро-Венгрии). Поэтому Гут изменил лозунг Кубертэна «Главное — не победа, а участие»: он стал заявлять, что для чехов важно не просто участвовать в Играх, а побеждать в них.
Так как Олимпиада была провозглашена явлением не межгосударственным, а международным в буквальном смысле этого слова, то начиная с Олимпиады 1900 года чешские спортсмены стали участвовать в Олимпийских играх, выступая под флагом Богемии, несмотря на то, что такого государства не существовало. Это продолжалось вплоть до образования независимой Чехословакии в 1918 году.
За время выступления на Олимпийских играх спортсмены Богемии завоевали 4 олимпийские медали: 1 серебряную и 3 бронзовых. Все медали были завоёваны в соревнованиях по фехтованию, теннису и лёгкой атлетике.

## Медальный зачёт

### Медали на летних Олимпийских играх
| Игры           | Золото         | Серебро        | Бронза         | Всего          |
| -------------- | -------------- | -------------- | -------------- | -------------- |
| 1900 Париж     | 0              | 1              | 1              | 2              |
| 1904 Сент-Луис | Не участвовала | Не участвовала | Не участвовала | Не участвовала |
| 1908 Лондон    | 0              | 0              | 2              | 2              |
| 1912 Стокгольм | 0              | 0              | 0              | 0              |
| Всего          | 0              | 1              | 3              | 4              |

### Медали по видам спорта
| Вид спорта      | Золото | Серебро | Бронза | Всего |
| --------------- | ------ | ------- | ------ | ----- |
| Лёгкая атлетика | 0      | 1       | 0      | 1     |
| Фехтование      | 0      | 0       | 2      | 2     |
| Теннис          | 0      | 0       | 1      | 1     |
| Всего           | 0      | 1       | 3      | 4     |